# Христо Попконстантинов
Христо Попконстантинов Манолов (изписване до 1945 година: Христо попъ Константиновъ) е български стенограф, писател и фолклорист.

## Биография
Роден е през 1858 година в село Петково. Работи като учител в родното си село и в Лясково. През 1880 година завършва стенографския курс на Антон Безеншек и става чиновник в Министерството на народното просвещение в София. Известно време е учител в Първа софийска мъжка гимназия, след което става началник на Стенографското бюро на Народното събрание. Той остава на този пост до края на живота си през 1899 година.